# Тойота Супра
 Тази статия е за модела автомобили, произвеждан от 2019 година.  За модела от 1978 – 2002 година вижте Тойота Супра (1978 – 2002).  
„Тойота Супра“ (Toyota Supra) е модел спортни автомобили (сегмент S) на японската компания „Тойота“, произвеждан от 2019 година.
Разработен съвместно с „БМВ“ и произвеждан в завода на „Магна Щайр“ в Грац, той е подобен на третото поколение на „БМВ Z4“. За първите 6 месеца след пускането му в продажба в Европа се продадени около 900 автомобила от модела.